# 生物多樣性熱點
生物多樣性熱點（英語：Biodiversity hotspot）是一些具有顯著生物多樣性的地區，但同時正受到來自人類的嚴重威脅。
這概念最初來自諾曼邁爾斯的「環保主義」（1988& 1990）和「熱點：地球的生物最富有和最瀕危陸地生態區」。
一個地區要成為生物多樣性熱點，該地區必須符合兩個嚴格的要求：它必須包含至少0.5％或1,500種獨有品種的維管束植物，並且它已失去了至少70％其原生植被。全球至少有25個地區符合這一項定義，另外還有九個候選的地區。這些熱點存活了全世界近60％的植物、鳥類、哺乳動物、爬行動物、兩棲動物，具有非常高的特有物種佔有率。

## 外部連結

生物多樣性熱點

- Dedicated issue of Philosophical Transactions B on Biodiversity Hotspots.  Some articles are freely available. Archive.today的存檔，存档日期2008-05-21